# 19a etapa del Tour de França de 2015
La 19 etapa del Tour de França de 2015 es disputà el divendres 24 de juliol de 2015 sobre un recorregut de 138 km entre la vila francesa de Saint-Jean-de-Maurienne i l'estació d'esquí de Les Sybelles, a La Toussuire. El nom oficial de l'etapa és Saint-Jean-de-Maurienne / La Toussuire - Les Sybelles
El vencedor de l'etapa fou l'italià Vincenzo Nibali (Astana Qazaqstan Team), que s'imposà en solitari després d'atacar en els darrers quilòmetres de l'ascensió al coll de la Croix de Fer i superar en l'ascensió final als darrers elements de la fuga inicial. Aquesta victòria li serví per pujar fins a la quarta posició en la classificació general. Per la seva banda, Nairo Quintana (Movistar Team), segon de l'etapa, recuperà mig minut al líder Christopher Froome (Team Sky) després d'atacar en els darrers quilòmetres d'etapa.

## Recorregut

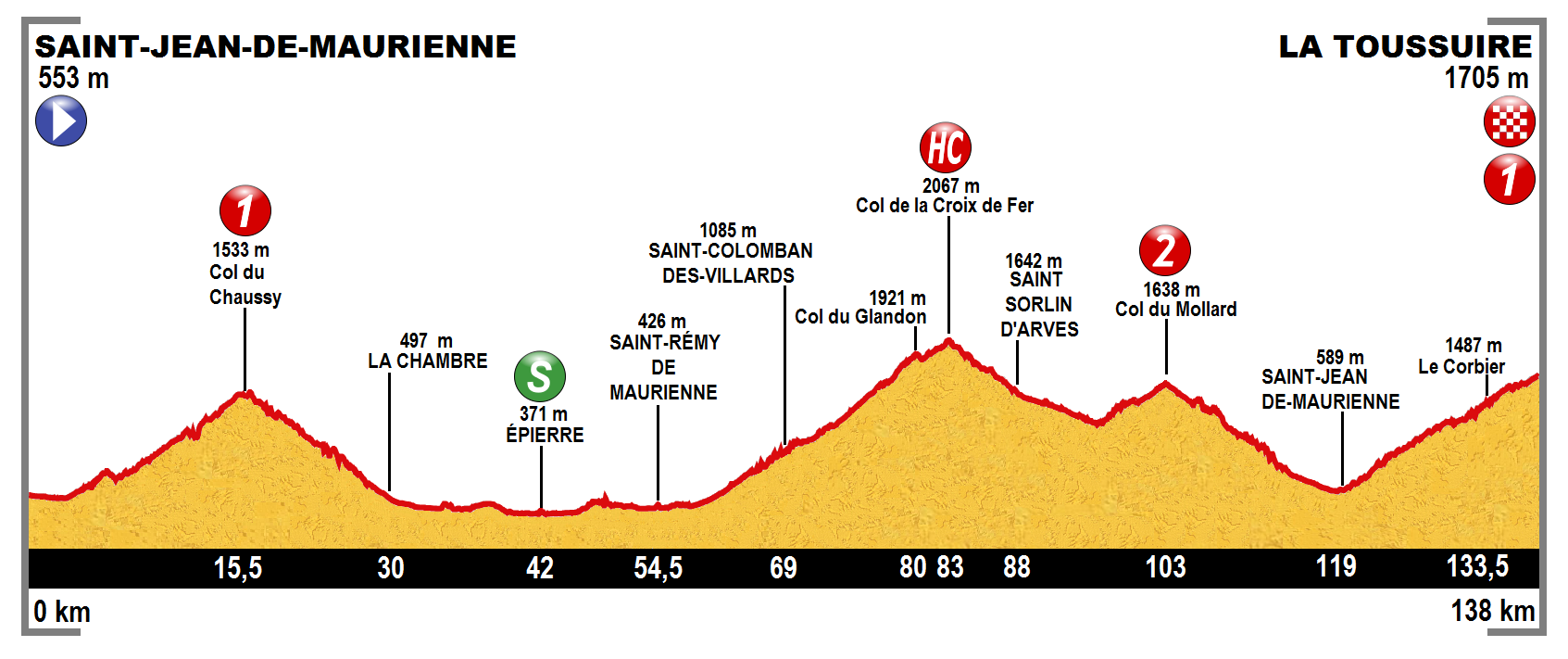
Recorregut de la 19a etapa

Etapa curta i molt exigent amb quatre ports puntuables de muntanya a través del departament de la Savoia. Només de sortida han d'afrontar el coll de Chaussy (km 15,5), de primera categoria. El descens duu els ciclistes als únics quilòmetres plans de l'etapa, del quilòmetre 30 al 55, en què hi ha l'esprint del dia a Épierre (km 42). Al quilòmetre 55 s'inicia la llarga ascensió al coll de la Croix de Fer (km 83), de categoria especial i més de 22 quilòmetres al 6,9% de mitjana. El descens d'aquest port queda interromput per l'ascensió al coll de Mollard (km 103), de segona categoria, abans de continuar el descens fins a Saint-Jean-de-Maurienne, on comença l'ascensió final fins a l'estació d'esquí de Les Sybelles, de primera categoria i 18 quilòmetres d'ascensió.

## Desenvolupament de l'etapa
Després de nombrosos intents d'escapada en l'ascensió a l'inèdit coll de Chaussy, en què Joaquim Rodríguez passà en primera posició tot defensant el liderat de la muntanya, en el descens es formà una nombrosa escapada integrada per 22 ciclistes. Entre ells destacava la presència de Romain Bardet (AG2R La Mondiale), Roman Kreuziger, Michael Rogers (Team Tinkoff-Saxo), Joaquim Rodríguez (Team Katusha), Rigoberto Uran (Etixx-Quick Step), Pierre Rolland (Team Europcar) i Rubén Plaza (Lampre-Merida). L'escapada tindrà una màxima diferència de tan sols 2' 50" al km 48, ja que el Team LottoNL-Jumbo es posà al capdavant del gran grup en la defensa de la 6a posició de Robert Gesink. Amb l'inici a la llarga i dura ascensió al coll de la Croix de Fer la diferència començà a reduir-se. A 12 quilòmetres del cim d'aquest coll Rolland accelerà i deixà enrere a la resta d'escapats. A manca de 4 quilòmetres pel coll atacà Vincenzo Nibali, tot coincidint amb un problema mecànic que havia patit Chris Froome. Nibali amplià ràpidament les diferències fins a poc més d'un minut sobre el grup dels favorits i agafà a Rolland només iniciar el descens del coll de Mollard. Plegats, iniciaren l'ascensió final a La Toussuire amb dos minuts sobre el gran grup, diferència que s'amplià fins a 2' 10" a manca de 10 quilòmetres, cosa que va permetre a Nibali, que havia deixat enrere a un cansat Rolland, controlar en tot moment la cursa per imposar-se en solitari. Entre els favorits destacà l'atac de Nairo Quintana (Movistar Team) a manca de 6 quilòmetres, que li serví per recuperar mig minut respecte a Chris Froome. Romain Bardet (AG2R La Mondiale) passà a encapçalar la classificació de la muntanya a la fi de l'etapa.

## Resultats

### Classificació de l'etapa
|    | Ciclista                 | Equip                 | Temps      |
| -- | ------------------------ | --------------------- | ---------- |
| 1  | Vincenzo Nibali (ITA)    | Astana Qazaqstan Team | 4h 22' 53" |
| 2  | Nairo Quintana (COL)     | Movistar Team         | + 44"      |
| 3  | Chris Froome (GBR)       | Team Sky              | + 1' 14"   |
| 4  | Thibaut Pinot (FRA)      | FDJ                   | + 2' 26"   |
| 5  | Romain Bardet (FRA)      | AG2R La Mondiale      | + 2' 26"   |
| 6  | Alejandro Valverde (ESP) | Movistar Team         | + 2' 26"   |
| 7  | Bauke Mollema (NED)      | Trek Factory Racing   | + 2' 26"   |
| 8  | Robert Gesink (NED)      | Team LottoNL-Jumbo    | + 2' 26"   |
| 9  | Alberto Contador (ESP)   | Team Tinkoff-Saxo     | + 2' 26"   |
| 10 | Samuel Sánchez (ESP)     | BMC Racing Team       | + 2' 26"   |

### Punts atribuïts
| 1r  | Cyril Gautier (FRA)     | Team Europcar     | 20 pts |
| 2n  | Pierre Rolland (FRA)    | Team Europcar     | 17 pts |
| 3r  | Michael Rogers (AUS)    | Team Tinkoff-Saxo | 15 pts |
| 4t  | Dylan Van Baarle (NED)  | Cannondale-Garmin | 13 pts |
| 5è  | Nicolas Edet (FRA)      | Cofidis           | 11 pts |
| 6è  | Stef Clement (NED)      | IAM Cycling       | 10 pts |
| 7è  | Tony Gallopin (FRA)     | Lotto Soudal      | 9 pts  |
| 8è  | Joaquim Rodríguez (CAT) | Team Katusha      | 8 pts  |
| 9è  | Alberto Losada (CAT)    | Team Katusha      | 7 pts  |
| 10è | Romain Bardet (FRA)     | AG2R La Mondiale  | 6 pts  |
| 11è | Romain Sicard (FRA)     | Team Europcar     | 5 pts  |
| 12è | Stephen Cummings (GBR)  | MTN Qhubeka       | 4 pts  |
| 13è | Adriano Malori (ITA)    | Movistar Team     | 3 pts  |
| 13è | Rubén Plaza (ESP)       | Lampre-Merida     | 2 pts  |
| 15è | Roman Kreuziger (CZE)   | Team Tinkoff-Saxo | 1 pt   |

| 1r  | Vincenzo Nibali (ITA)    | Astana Qazaqstan Team | 20 pts |
| 2n  | Nairo Quintana (COL)     | Movistar Team         | 17 pts |
| 3r  | Christopher Froome (GBR) | Team Sky              | 15 pts |
| 4t  | Thibaut Pinot (FRA)      | FDJ                   | 13 pts |
| 5è  | Romain Bardet (FRA)      | AG2R La Mondiale      | 11 pts |
| 6è  | Alejandro Valverde (ESP) | Movistar Team         | 10 pts |
| 7è  | Bauke Mollema (NED)      | Trek Factory Racing   | 9 pts  |
| 8è  | Robert Gesink (NED)      | Team LottoNL-Jumbo    | 8 pts  |
| 9è  | Alberto Contador (ESP)   | Team Tinkoff-Saxo     | 7 pts  |
| 10è | Samuel Sánchez (ESP)     | BMC Racing Team       | 6 pts  |
| 11è | Pierre Rolland (FRA)     | Team Europcar         | 5 pts  |
| 12è | Andrew Talansky (USA)    | Cannondale-Garmin     | 4 pts  |
| 13è | Rubén Plaza (ESP)        | Lampre-Merida         | 3 pts  |
| 14è | Mathias Frank (SUI)      | IAM Cycling           | 2 pts  |
| 15è | Rafał Majka (POL)        | Team Tinkoff-Saxo     | 1 pt   |

### Ports de muntanya
| 1r | Joaquim Rodríguez (CAT)    | Team Katusha          | 10 pts |
| 2n | Steven Kruijswijk (NED)    | Team LottoNL-Jumbo    | 8 pts  |
| 3r | Romain Sicard (FRA)        | Team Europcar         | 6 pts  |
| 4t | Vincenzo Nibali (ITA)      | Astana Qazaqstan Team | 4 pts  |
| 5è | Ruben Plaza (ESP)          | Lampre-Merida         | 2 pts  |
| 6è | Daniel Teklehaimanot (ERI) | MTN Qhubeka           | 1 pt   |

| 1r  | Pierre Rolland (FRA)     | Team Europcar         | 25 pts |
| 2n  | Vincenzo Nibali (ITA)    | Astana Qazaqstan Team | 20 pts |
| 3r  | Romain Bardet (FRA)      | AG2R La Mondiale      | 16 pts |
| 4t  | Christopher Froome (GBR) | Team Sky              | 14 pts |
| 5è  | Roman Kreuziger (CZE)    | Team Tinkoff-Saxo     | 12 pts |
| 6è  | Wout Poels (NED)         | Team Sky              | 10 pts |
| 7è  | Nairo Quintana (COL)     | Movistar Team         | 8 pts  |
| 8è  | Rafał Majka (POL)        | Team Tinkoff-Saxo     | 6 pts  |
| 9è  | Robert Gesink (NED)      | Team LottoNL-Jumbo    | 4 pts  |
| 10è | Alberto Contador (ESP)   | Team Tinkoff-Saxo     | 2 pts  |

| 1r | Pierre Rolland (FRA)  | Team Europcar         | 5 pts |
| 2n | Vincenzo Nibali (ITA) | Astana Qazaqstan Team | 3 pts |
| 3r | Romain Bardet (FRA)   | AG2R La Mondiale      | 2 pts |
| 4t | Thibaut Pinot (FRA)   | FDJ                   | 1 pt  |

| 1r | Vincenzo Nibali (ITA)    | Astana Qazaqstan Team | 20 pts |
| 2n | Nairo Quintana (COL)     | Movistar Team         | 16 pts |
| 3r | Christopher Froome (GBR) | Team Sky              | 12 pts |
| 4t | Thibaut Pinot (FRA)      | FDJ                   | 8 pts  |
| 5è | Romain Bardet (FRA)      | AG2R La Mondiale      | 4 pts  |
| 6è | Alejandro Valverde (ESP) | Movistar Team         | 2 pts  |

## Classificacions a la fi de l'etapa

### Classificació general
|    | Ciclista                 | Equip                 | Temps       |
| -- | ------------------------ | --------------------- | ----------- |
| 1  | Chris Froome (GBR)       | Team Sky              | 78h 37' 34" |
| 2  | Nairo Quintana (COL)     | Movistar Team         | + 2' 38"    |
| 3  | Alejandro Valverde (ESP) | Movistar Team         | + 5' 25"    |
| 4  | Vincenzo Nibali (ITA)    | Astana Qazaqstan Team | + 6' 44"    |
| 5  | Alberto Contador (ESP)   | Team Tinkoff-Saxo     | + 7' 56"    |
| 6  | Robert Gesink (NED)      | Team LottoNL-Jumbo    | + 8' 55"    |
| 7  | Mathias Frank (SUI)      | IAM Cycling           | + 12' 39"   |
| 8  | Bauke Mollema (NED)      | Trek Factory Racing   | + 13' 22"   |
| 9  | Romain Bardet (FRA)      | AG2R La Mondiale      | + 14' 08"   |
| 10 | Pierre Rolland (FRA)     | Team Europcar         | + 17' 27"   |

### Classificació per punts
|   | Ciclista             | Equip             | Punts |
| - | -------------------- | ----------------- | ----- |
| 1 | Peter Sagan (SVK)    | Team Tinkoff-Saxo | 420   |
| 2 | André Greipel (GER)  | Lotto Soudal      | 316   |
| 3 | John Degenkolb (GER) | Etixx-Quick Step  | 281   |

### Classificació de la muntanya
|   | Ciclista                | Equip            | Punts |
| - | ----------------------- | ---------------- | ----- |
| 1 | Romain Bardet (FRA)     | AG2R La Mondiale | 90    |
| 2 | Chris Froome (GBR)      | Team Sky         | 87    |
| 3 | Joaquim Rodríguez (CAT) | Team Katusha     | 78    |

### Classificació del millor jove
|   | Ciclista             | Equip              | Temps       |
| - | -------------------- | ------------------ | ----------- |
| 1 | Nairo Quintana (COL) | Movistar Team      | 78h 40' 12" |
| 2 | Romain Bardet (FRA)  | AG2R La Mondiale   | + 11' 30"   |
| 3 | Warren Barguil (FRA) | Team Giant-Alpecin | + 24' 22"   |

### Classificació per equips
|    | Equip                 | Temps        |
| -- | --------------------- | ------------ |
| 1r | Movistar Team         | 236h 58' 50" |
| 2n | Team Tinkoff-Saxo     | + 51' 00"    |
| 3r | Astana Qazaqstan Team | + 53' 36"    |

## Abandonaments
- Michael Valgren (DEN) (Team Tinkoff-Saxo). Abandona.[4]